# Kenji Doihara
Kenji Doihara (土肥原 賢二, Doihara Kenji, Okayama, 8 de agosto de 1883 – Tóquio, 23 de dezembro de 1948) foi um general do Japão durante a Segunda Guerra Mundial e foi enforcado como criminoso de guerra. Como general do Exército Imperial Japonês, ele foi fundamental na invasão japonesa da Manchúria, na China.
Como principal oficial de inteligência, desempenhou um papel fundamental nas maquinações japonesas que levaram à ocupação de grande parte da China, à desestabilização do país e à desintegração da estrutura tradicional da sociedade chinesa para diminuir a reação aos planos japoneses usando métodos altamente não-convencionais.
Ele se tornou o cérebro do tráfico de drogas da Manchúria e o verdadeiro chefe e patrocinador por trás de todo tipo de gangue e atividade do submundo na China. Após o rendição do Japão, ele foi processado por crimes de guerra no Tribunal Militar Internacional para o Extremo Oriente. Ele foi considerado culpado, condenado à morte e enforcado em dezembro de 1948.

## Vida pregressa

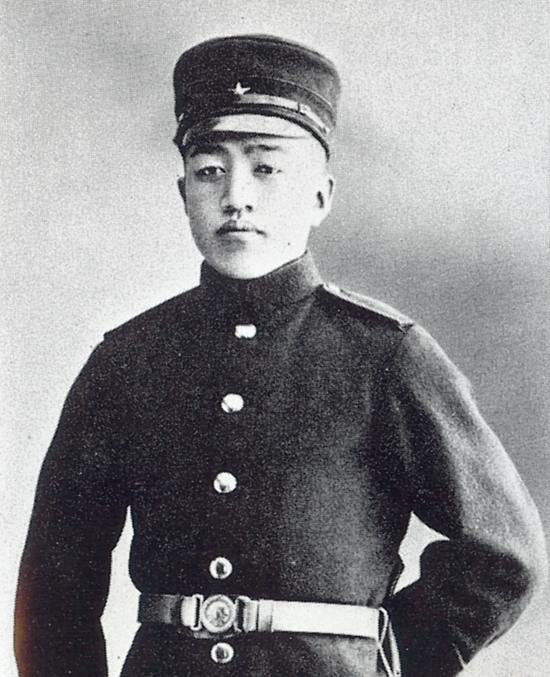
Doihara em uniforme de cadete do exército, 1903.

Kenji Doihara nasceu na cidade de Okayama, na província de Okayama. Ele frequentou escolas preparatórias militares quando jovem e se formou na 16ª classe da Academia do Exército Imperial Japonês (陸軍士官学校, Rikugun Shikan Gakkō) em 1904. Ele foi designado para vários regimentos de infantaria como oficial subalterno e retornou à escola para se formar na 24ª classe da Escola Superior do Estado-Maior do Exército em 1912.
Doihara ansiava por uma carreira militar de alto escalão, mas o baixo status social de sua família o impedia. Ele, portanto, conseguiu usar sua irmã de 15 anos como concubina de um príncipe, que em troca o recompensou com uma patente militar e um posto na embaixada japonesa em Pequim como assistente do adido militar, o General Hideki Tōjō. Depois disso, Doihara rapidamente subiu nas fileiras do exército. Ele passou a maior parte de seu início de carreira em vários postos no norte da China, exceto por uma breve turnê em 1921-1922 como parte das forças japonesas no leste da Rússia durante a Intervenção na Sibéria. Ele foi anexado ao 2º Regimento de Infantaria de 1926 a 1927 e ao 3º Regimento de Infantaria em 1927. Em 1927, ele fez parte de uma viagem oficial à China e depois anexado à 1ª Divisão de 1927 a 1928.
Aprendeu a falar fluentemente chinês mandarim e outros dialetos chineses e, com isso, conseguiu se posicionar na inteligência militar. A partir desse posto em 1928, foi ele quem planejou o assassinato de Zhang Zuolin, o senhor da guerra chinês que controlava a Manchúria, planejando um esquema para detonar o trem de Zuolin enquanto viajava de Pequim a Shenyang. Depois disso, foi nomeado conselheiro militar do governo do Kuomintang até 1929. Em 1930, foi promovido a coronel e comandou o 30º Regimento de Infantaria japonês.

## Membro da clique "Os Onze Confiáveis"

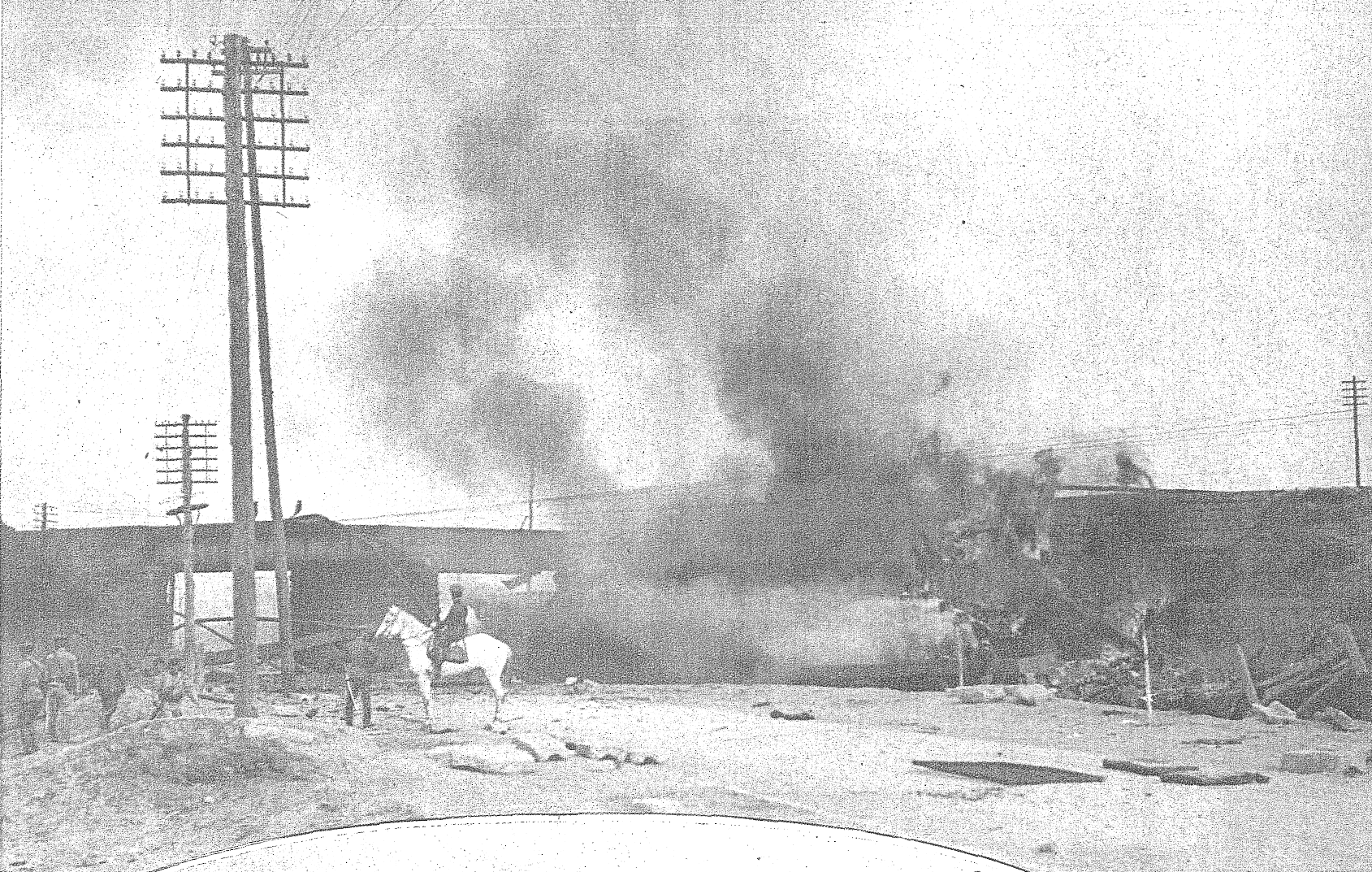
Assassinato de Zhang Zuolin, 4 de junho de 1928.

O desempenho de Doihara foi reconhecido e, em 1930, ele foi designado para o Gabinete do Estado-Maior do Exército Imperial Japonês. Lá, junto com Hideki Tojo, Seishirō Itagaki, Daisaku Komoto, Yoshio Kudo, Masakasu Matsumara e outros, ele se tornou um membro escolhido do círculo de oficiais "Os Onze Confiáveis". A clique dos Onze Confiáveis era uma ferramenta externa de um grupo mais fechado de três influentes altos oficiais militares chamados de "Três Corvos" (Tetsuzan Nagata, Yasuji Okamura e Toshishiro Obata), que queriam modernizar o exército japonês e expurgá-lo da sua tradição samurai anacrônica e se livrar dos clãs aliados dominantes de Chōshū e Satsuma, que favoreciam essa tradição.
O verdadeiro patrocinador dos dois corpos foi o Marechal Príncipe Real Naruhiko Higashikuni, tio e conselheiro do Imperador Hirohito, e responsável por oito falsos golpes-de-estado, quatro assassinatos, duas fraudes religiosas e inúmeras ameaças de assassinato e chantagem entre 1930 e 1936 em seu esforço para neutralizar os moderados japoneses, que se opunham à guerra, espalhando o terror. Higashikuni favoreceu muito o trabalho coberto por oficiais fiéis dentro dos departamentos de inteligência, a fim de trazer o programa político de sua própria camarilha chamada Tōseiha. Essa clique tinha uma abordagem materialista e ocidentalizante decisiva na questão da expansão do Império, de uma forma bastante colonizadora, em oposição à clique rival de Kōdōha, que era favorável a uma maneira mais "espiritual" de expansão, como um esforço para libertar e unir todos os povos asiáticos sob um império racial, e não nacionalista. A camarilha Kōdōha, chefiada pelo General Sadao Araki, sob a influência filosófica nacional-socialista, totalitária e populista de Ikki Kita, acusou a clique Tōseiha de conluio com o grupo empresarial do conglomerado financeiro Zaibatsu, ou simplesmente, de amoralismo e pró-capitalismo.
Não está bem claro se Doihara ingressou no movimento por razões ideológicas ou oportunistas, mas de qualquer forma, a partir de então sua carreira militar acelerou. Em 1931, tornou-se chefe das operações de espionagem militar do Exército Japonês da Manchúria em Tientsin. No ano seguinte, ele foi transferido para Shenyang como chefe da Agência Especial Houten, o serviço de inteligência militar do Exército de Kwantung japonês.

## O "Lawrence da Manchúria"

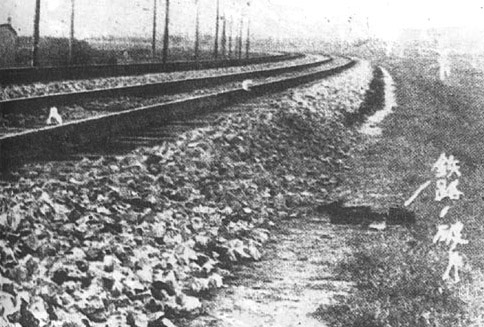
Uma seção da ferrovia Liǔtiáo onde Suemori Komoto, sob as ordens de Doihara, plantou a bomba que desencadeou a invasão japonesa na Manchúria. A legenda diz "fragmento ferroviário".

Enquanto estava em Tientsin, Doihara, junto com Seishiro Itagaki, projetou o infame Incidente de Mukden ordenando que o Tenente Suemori Komoto colocasse e detonasse uma bomba perto dos trilhos no momento em que um trem japonês passava. No caso, a bomba foi tão inesperadamente fraca e os danos nos trilhos tão insignificantes que o trem passou ileso, mas o governo imperial japonês ainda culpou os militares chineses por um ataque não provocado, e invadiu e ocupou a Manchúria. Durante a invasão, Doihara facilitou a cooperação tática entre os generais do Exército do Nordeste, Xi Qia em Kirin, Zhang Jinghui em Harbin e Zhang Haipeng em Taonan, no noroeste da província de Liaoning.
Em seguida, Doihara assumiu a tarefa de devolver o ex-imperador da dinastia Qing, Pu Yi, à Manchúria para dar legitimidade ao regime fantoche. O plano era fingir que Pu Yi havia retornado para retomar seu trono devido a uma demanda popular imaginária do povo da Manchúria e que, embora o Japão não tivesse nada a ver com seu retorno, não poderia fazer nada para se opor à vontade do povo. Para executar o plano, era necessário desembarcar Pu Yi em Yingkou antes que o porto congelasse; portanto, antes de 16 de novembro de 1931. Com a ajuda da lendária espiã Kawashima Yoshiko, uma mulher bem familiarizada com o imperador, que a considerava um membro da família imperial chinesa, Kenji Doihara conseguiu trazê-lo para a Manchúria dentro do prazo.
No início de 1932, Doihara foi enviado para chefiar a Agência Especial Harbin do Exército de Kwantung, onde iniciou negociações com o General Ma Zhanshan depois dele ter sido expulso de Tsitsihar pelos japoneses. A posição de Ma era ambígua; ele continuou as negociações enquanto apoiava o General Ting Chao, baseado em Harbin. Quando Doihara percebeu que suas negociações não estavam indo a lugar algum, ele solicitou que o senhor da guerra manchuriano Xi Qia avançasse com suas forças para tomar Harbin do General Ting Chao. No entanto, o General Ting Chao foi capaz de derrotar as forças de Xi Qia, e Doihara percebeu que precisaria das forças japonesas para ter sucesso. Doihara fabricou um motim em Harbin para justificar sua intervenção. Isso resultou na 12ª Divisão japonesa, sob o comando do General Jiro Tamon, a reforçar o ataque, vinda de Mukden por via férrea e depois marchando pela neve. Harbin caiu em 5 de fevereiro de 1932. No final de fevereiro, o General Ting Chao recuou para o nordeste da Manchúria e ofereceu cessar as hostilidades, encerrando a resistência formal chinesa.
Dentro de um mês, o estado fantoche de Manchukuo foi estabelecido sob a supervisão de Doihara, que se autonomeou prefeito de Mukden. Ele então providenciou para que o governo fantoche pedisse a Tóquio que fornecesse "conselheiros militares". Durante os meses seguintes, 150 000 soldados, 18 000 gendarmes e 4 000 policiais secretos entraram no recém-fundado protetorado. Ele os usou como um exército de ocupação, impondo trabalho escravo e espalhando o terror para forçar os 30 milhões de habitantes chineses à submissão.
A fama de Ma como um combatente intransigente contra os invasores japoneses sobreviveu após sua derrota, e então Doihara fez contato com ele oferecendo uma enorme soma de dinheiro e o comando do exército do estado fantoche se ele desertasse para o novo governo manchuriano. Ma fingiu que concordava e voou para Mukden em janeiro de 1932, onde participou da reunião na qual o Estado de Manchukuo foi fundado, sendo nomeado Ministro da Guerra de Manchukuo e governador da província de Heilongjiang. Então, depois de usar os fundos japoneses para levantar e reequipar uma nova força voluntária, em 1º de abril de 1932, ele liderou suas tropas para Tsitsihar, restabelecendo o Governo Provincial de Heilongjiang como parte da República da China e retomou a luta contra o Japonês.
De 1932 a 1933, o recém-promovido Major-General Doihara comandou a 9ª Brigada de Infantaria da 5ª Divisão japonesa. Após a tomada de Jehol na Operação Nekka, Doihara foi enviado de volta a Manchukuo para chefiar a Agência Especial Houten mais uma vez até 1934. Ele foi então anexado à 12ª Divisão japonesa até 1936. Pelo papel fundamental que desempenhou na invasão japonesa da Manchúria, ganhou o apelido de "Lawrence da Manchúria", uma referência a Lawrence da Arábia. No entanto, de acordo com Jamie Bisher, o apelido lisonjeiro foi bastante mal aplicado, já que o Coronel T.E. Lawrence lutou para libertar, não para oprimir as pessoas.

## Da Invasão da China à Segunda Guerra Mundial
De 1936 para 1937 foi o comandante da 1ª Divisão de Reserva no Japão até o incidente Ponte Marco Polo, quando foi dado o comando da 14ª Divisão do 1. er exército japonês no norte da China. Após a Batalha de Lanfeng, Doihara foi designado para o Estado-Maior Geral como chefe da Agência Especial de Doihara até 1939, quando recebeu o comando do Quinto Exército Japonês, em Manchukuo.
Em 1940, Doihara tornou-se membro do Conselho Supremo de Guerra, bem como Chefe da Aeronáutica do Exército e Inspetor Geral da Aviação do Exército, até 1943. Em 4 de novembro de 1941, ele foi um dos principais generais do Exército Imperial Japonês e membro do Conselho Supremo de Guerra que votou pela aprovação do ataque a Pearl Harbor. Em 1943, foi nomeado comandante-chefe do Exército do Distrito Leste. Em 1944 foi nomeado governador do estado de Johor (na Malásia ocupada) e comandante-em-chefe da 7ª Zona do Exército Japonês em Cingapura , até 1945 .
Retornando ao Japão em 1945, Doihara foi promovido a Inspetor Geral de Treinamento Militar (um dos cargos de maior prestígio no Exército) e Comandante-em-Chefe da 12ª Região do Exército Japonês. Na época da rendição do Japão em 1945, Doihara era o Comandante-em-Chefe do 1º General do Exército.

## Pós-guerra e execução

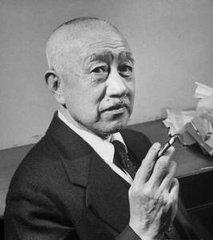
Kenji Doihara em 1948.

Após a guerra, Doihara foi detida pelas autoridades de ocupação americanas e julgada no Tribunal Penal Militar Internacional para o Extremo Oriente, em Tóquio, por crimes de guerra. Ele foi condenado pelas acusações 1, 27, 29, 31, 32, 35, 36 e 54 e sentenciado à morte. Foi enforcado em 23 de dezembro de 1948 na prisão de Sugamo.

## Livros
- Beasley, W.G. (1991). Japanese Imperialism 1894-1945. [S.l.]: Oxford University Press. ISBN 0-19-822168-1
- Barrett, David (2001). Chinese Collaboration with Japan, 1932-1945: The Limits of Accommodation. [S.l.]: Stanford University Press. ISBN 0-8047-3768-1
- Bix, Herbert B (2001). Hirohito and the Making of Modern Japan. [S.l.]: Harper Perennial. ISBN 0-06-093130-2
- Fuller, Richard (1992). Shokan: Hirohito's Samurai. London: Arms and Armor. ISBN 1-85409-151-4
- Minear, Richard H. (1971). Victor's Justice:  The Tokyo War Crimes Trial. Princeton, NJ, USA: Princeton University Press
- Wasserstein, Bernard (1999). Secret War in Shanghai: An Untold Story of Espionage, Intrigue, and Treason in World War II. [S.l.]: Houghton Mifflin. ISBN 0-395-98537-4